# Campeonato Peruano de Fútbol de 1920
El Campeonato Peruano de Fútbol de 1920, denominado como «IX Campeonato de la Liga Peruana de Football 1920», fue la 9.ª edición de la Primera División del Perú y la 9.ª edición realizada por la ADFP.El campeón fue el Centro Sport Inca, obtuvo su primer título. Siendo presidente de la Liga Peruana de Futbol el Sr. Juan Vicente Nicolini.
Se desarrolló entre el 20 de junio al 31 de octubre de 1920, con la participación de nueve clubes de Lima & Callao bajo el sistema de todos contra todos en dos ruedas. 
Ascendieron los equipos de Teniente Ruiz de La Victoria, Association FBC de Lima y Nacional Juan Leguía de Lima de la Segunda División de 1919, sin embargo, no participaron en el Torneo de Primera División de 1920 y perdieron la categoría.
Adicionalmente, no participaron en el Torneo de Primera División de 1920, los clubes Alianza Chorrillos, Sport Calavera Surco, Sport Juan Bielovucic, Sport Vitarte y Atlético Peruano, descendiendo automáticamente de Categoría. 
La organización estuvo a cargo de la Liga Peruana de Foot Ball (LPFB ), que es la base de la Liga Distrital de Futbol de Lima - Cercado y de la Asociación Deportiva de Fútbol Profesional (ADFP).

## Descensos
| Club                          | Descendido como                   |
| ----------------------------- | --------------------------------- |
| Sportivo Tarapacá Ferrocarril | Retirado en Primera División 1919 |
| Fraternal Barranco            | Retirado en Primera División 1919 |
| Unión Perú                    | Retirado en Primera División 1919 |
| Sportivo Lima                 | Retirado en Primera División 1919 |

## Equipos participantes
| Club                  | Ciudad            | Fundación |
| --------------------- | ----------------- | --------- |
| Association Alianza   | La Victoria, Lima | 1916      |
| Jorge Chávez N°1      | Cercado, Lima     | 1910      |
| Sportivo Jorge Chávez | Callao, Callao    | 1913      |
| Sport Alianza         | La Victoria, Lima | 1901      |
| Sport Huáscar         | Cercado, Lima     |           |
| Sport Inca            | Rímac, Lima       | 1908      |
| Sport José Gálvez     | La Victoria, Lima | 1907      |
| Sport Progreso        | Rímac, Lima       | 1912      |
| Sport Sáenz Peña      | Callao, Callao    | 1906      |

## Tabla de posiciones
El primer puesto de la tabla fue obtenido por el Sport Inca del Rímac, el segundo lugar lo ocupó el Sport Progreso y el tercer lugar fue para el Sport Alianza.
| Pos. | Equipo                | PJ |
| ---- | --------------------- | -- |
| 1°   | Sport Inca            | 16 |
| 2°   | Sport Progreso        | 16 |
| 3°   | Sport Alianza         | 16 |
| 4°   | Sportivo Jorge Chávez | 16 |
| 5°   | Sport José Gálvez     | 16 |
| 6°   | Jorge Chávez N°1      | 16 |
| 7°   | Sport Huáscar         | 16 |
| 8°   | Association Alianza   | 16 |
| 9°   | Sport Sáenz Peña      | 16 |

|  |         |
|  | Campeón |

|                       |
| Campeón Nacional      |
| Sport Inca 1.º título |
|                       |

## Equipos no participantes
Equipos de Primera División 1919 pero no participaron:
- Sport Juan Bielovucic - No participó y desciende a la 2.ª División de 1920
- Sport Vitarte - No participó y desciende a a la 2.ª División de 1920
- Atlético Peruano - No participó y desciende a la 2.ª División de 1920
- Sport Calavera de Surco Viejo - No participó y desciende a la 2.ª División de 1920
- Alianza Chorrillos - No participó y desciende a la 2.ª División de 1920

Equipos que ascendieron de Segunda División 1919 pero no participaron: 
- Nacional Juan Leguía - No participó y desciende a la 2.ª División de 1920
- Teniente Ruiz - No participó y desciende a la 2.ª División de 1920
- Association F.B.C.. - No participó y desciende a la 2.ª División de 1920

## Equipos ascendidos
- Sport Juan Bielovucic  - Asciende a la 1.ª División 1921
- Unión Barranco - Asciende a la 1.ª División 1921
- Unión Miraflores - Asciende a la1ra División 1921
- Escuela de Artes y Oficios  - Asciende a la 1.ª División 1921

## Enlaces
- Espectáculo y autogobierno del fútbol, capítulo 4 de La difusión del fútbol en Lima, tesis de Gerardo Álvares Escalona, Biblioteca de la Universidad Nacional Mayor de San Marcos
- Tesis Difusión del Fútbol en Lima
- De Chalaca:El génesis
- retrofutbolas:Campeones y subcampeones del Fútbol Peruano